# Prva slovenska nogometna liga 2020-2021
La Prva slovenska nogometna liga 2020-2021 (in lingua italiana: Primo campionato calcistico sloveno 2020-2021), detta anche Prva liga Telekom Slovenije 2020-2021 per motivi di sponsorizzazione, abbreviata in 1. SNL 2020-2021, è stata la trentesima edizione della massima serie del campionato di calcio sloveno, disputata tra il 22 agosto 2020 e il 22 maggio 2021 e conclusa con la vittoria del NŠ Mura, al suo primo titolo. Vittoria ottenuta grazie agli scontri diretti a favore.
Capicannonieri del torneo furono Jan Mlakar (Maribor) e Nardin Mulahusejnović (Koper), con 14 reti ciascuno.
Nel ranking UEFA 2020-21, la 1. SNL si piazzò al 32º posto (31º nel quinquennale 2016-2021).

## Stagione

### Novità
Al termine della stagione precedente il Rudar Velenje, ultimo classificato, è stato retrocesso in 2. SNL, così come il Triglav, perdente dello spareggio promozione/retrocessione. Sono stati invece promossi in 1. SNL il Koper, primo classificato in 2. SNL, e il Gorica, vincitore dello spareggio.

### Formula
Le squadre partecipanti sono dieci e disputano un doppio girone di andata e ritorno per un totale di 36 partite.

La squadra campione di Slovenia è ammessa al primo turno di qualificazione della UEFA Champions League 2021-2022.

Le squadre classificate al secondo e terzo posto sono ammesse al primo turno di qualificazione della UEFA Europa Conference League 2021-2022, mentre la vincitrice della coppa nazionale al secondo turno.

La penultima classificata disputa uno spareggio promozione-retrocessione contro la seconda classificata della 2. SNL mentre l'ultima classificata retrocede direttamente in 2. SNL.

## Squadre partecipanti
| Club            | Città         | Stadio                 | Stagione precedente  |
| --------------- | ------------- | ---------------------- | -------------------- |
| Aluminij        | Kidričevo     | Športni park Aluminij  | 5º posto in 1. SNL   |
| Bravo           | Lubiana       | Športni park Ljubljana | 6º posto in 1. SNL   |
| Celje           | Celje         | Arena Petrol           | Campione di Slovenia |
| Domžale         | Domžale       | Domžale Sports Park    | 8º posto in 1. SNL   |
| Gorica          | Nova Gorica   | Športni Park           | 2º posto in 2. SNL   |
| Koper           | Capodistria   | Bonifika               | 1º posto in 2. SNL   |
| Maribor         | Maribor       | Ljudski vrt            | 2º posto in 1. SNL   |
| NŠ Mura         | Murska Sobota | Fazanerija             | 4º posto in 1. SNL   |
| Olimpia Lubiana | Lubiana       | Stadio Stožice         | 3º posto in 1. SNL   |
| Tabor Sežana    | Sesana        | Rajko Štolfa           | 7º posto in 1. SNL   |

## Allenatori
| Squadra         | Allenatore                                                                                           |
| --------------- | --- |
| Aluminij        | Slobodan Grubor (1ª-16ª) Oskar Drobne (17ª-36ª)                                                      |
| Bravo           | Dejan Grabić                                                                                         |
| Celje           | Dušan Kosič (1ª-19ª) Jiří Jarošík (20ª-30ª) Agron Šalja (31ª-36ª)                                    |
| Domžale         | Dejan Djuranović                                                                                     |
| Gorica          | Borivoje Lučić (1ª-3ª) Gordan Petrić (4ª-17ª) Aleksandar Jović (18ª-36ª)                             |
| Koper           | Miran Srebrnič (1ª-21ª) Rodolfo Vanoli (22ª-35ª) Nedžad Okčić (36ª)                                  |
| Maribor         | Sergej Jakirović (1ª-2ª) Mauro Germán Camoranesi (3ª-22ª) Simon Rožman (23ª-36ª)                     |
| NŠ Mura         | Ante Šimundža                                                                                        |
| Olimpia Lubiana | Dino Skender (1ª-19ª) Goran Stanković (20ª-36ª)                                                      |
| Tabor Sežana    | Mauro Germán Camoranesi (1ª-2ª) Goran Stanković (3ª-19ª) Igor Božič (20ª-27ª) Sabit Šljivo (28ª-36ª) |

## Classifica finale
|                     | Pos. | Squadra         | Pt | G  | V  | N  | P  | GF | GS | DR  |
| ------------------- | ---- | --------------- | -- | -- | -- | -- | -- | -- | -- | --- |
| Slovenia (bandiera) | 1.   | NŠ Mura         | 63 | 36 | 17 | 12 | 7  | 50 | 26 | +24 |
|                     | 2.   | Maribor         | 63 | 36 | 17 | 12 | 7  | 64 | 41 | +23 |
|                     | 3.   | Olimpia Lubiana | 59 | 36 | 16 | 11 | 9  | 45 | 35 | +10 |
|                     | 4.   | Domžale         | 55 | 36 | 14 | 13 | 9  | 52 | 41 | +11 |
|                     | 5.   | Bravo           | 45 | 36 | 10 | 15 | 11 | 39 | 39 | 0   |
|                     | 6.   | Tabor Sežana    | 44 | 36 | 12 | 8  | 16 | 40 | 44 | -4  |
|                     | 7.   | Celje           | 43 | 36 | 12 | 7  | 17 | 36 | 41 | -5  |
|                     | 8.   | Aluminij        | 43 | 36 | 10 | 13 | 13 | 31 | 41 | -10 |
|                     | 9.   | Koper           | 42 | 36 | 11 | 9  | 16 | 41 | 56 | -15 |
|                     | 10.  | Gorica          | 29 | 36 | 7  | 8  | 21 | 24 | 58 | -34 |

Legenda:
      Campione di Slovenia e ammessa alla UEFA Champions League 2021-2022
      Ammesse alla UEFA Europa Conference League 2021-2022
 Ammessa allo spareggio promozione-retrocessione
      Retrocessa in 2. SNL 2021-2022
Note:
Tre punti a vittoria, uno a pareggio, zero a sconfitta.
La classifica viene stilata secondo i seguenti criteri:
- Punti conquistati
- Punti conquistati negli scontri diretti
- Differenza reti negli scontri diretti
- Reti realizzate negli scontri diretti
- Differenza reti generale
- Reti totali realizzate

## Risultati

### Tabellone

#### Prima fase
|                 | Alu  | Bra  | Cel  | Dom  | Gor  | Kop  | Mar  | Mur  | Oli  | Tab  |
| --------------- | ---- | ---- | ---- | ---- | ---- | ---- | ---- | ---- | ---- | ---- |
| Aluminij        | –––– | 1-1  | 0-0  | 1-2  | 2-1  | 1-1  | 1-3  | 1-2  | 1-0  | 0-0  |
| Bravo           | 1-1  | –––– | 2-1  | 1-0  | 4-1  | 0-0  | 1-2  | 2-1  | 0-0  | 3-1  |
| Celje           | 4-0  | 2-0  | –––– | 1-2  | 1-1  | 2-0  | 0-2  | 0-2  | 1-1  | 2-1  |
| Domžale         | 2-1  | 1-2  | 0-1  | –––– | 1-1  | 1-1  | 1-1  | 1-1  | 3-1  | 3-1  |
| Gorica          | 2-0  | 0-0  | 0-2  | 0-2  | –––– | 2-4  | 0-4  | 0-1  | 0-2  | 2-1  |
| Koper           | 1-0  | 2-1  | 3-0  | 2-0  | 1-1  | –––– | 1-2  | 1-3  | 1-1  | 2-1  |
| Maribor         | 3-0  | 4-1  | 2-2  | 4-3  | 3-1  | 1-1  | –––– | 2-1  | 1-1  | 1-0  |
| NŠ Mura         | 1-2  | 0-0  | 0-0  | 1-1  | 1-0  | 2-1  | 2-0  | –––– | 0-1  | 3-0  |
| Olimpia Lubiana | 3-0  | 2-0  | 1-0  | 3-2  | 1-0  | 1-2  | 2-0  | 0-0  | –––– | 2-1  |
| Tabor Sežana    | 3-1  | 2-0  | 1-0  | 1-1  | 1-0  | 1-0  | 3-1  | 0-0  | 2-1  | –––– |

#### Seconda fase
|                 | Alu  | Bra  | Cel  | Dom  | Gor  | Kop  | Mar  | Mur  | Oli  | Tab  |
| --------------- | ---- | ---- | ---- | ---- | ---- | ---- | ---- | ---- | ---- | ---- |
| Aluminij        | –––– | 3-0  | 1-0  | 1-0  | 2-0  | 0-1  | 0-0  | 0-0  | 0-0  | 0-2  |
| Bravo           | 0-1  | –––– | 2-0  | 2-2  | 0-0  | 3-0  | 0-1  | 0-1  | 3-0  | 1-1  |
| Celje           | 0-1  | 2-3  | –––– | 0-2  | 0-1  | 2-1  | 2-1  | 1-3  | 4-0  | 0-3  |
| Domžale         | 1-1  | 0-0  | 3-1  | –––– | 1-0  | 3-1  | 3-3  | 1-1  | 2-0  | 2-1  |
| Gorica          | 0-0  | 3-2  | 0-2  | 2-1  | –––– | 2-1  | 1-1  | 1-5  | 0-1  | 0-3  |
| Koper           | 0-3  | 0-0  | 1-1  | 0-2  | 0-0  | –––– | 0-3  | 1-0  | 1-2  | 1-0  |
| Maribor         | 2-2  | 1-1  | 0-1  | 1-3  | 3-0  | 4-2  | –––– | 1-3  | 1-1  | 2-1  |
| NŠ Mura         | 2-0  | 2-2  | 0-0  | 3-0  | 3-1  | 2-1  | 0-0  | –––– | 3-0  | 0-0  |
| Olimpia Lubiana | 2-2  | 1-1  | 1-0  | 0-0  | 2-0  | 6-2  | 0-0  | 2-0  | –––– | 1-2  |
| Tabor Sežana    | 1-1  | 0-0  | 0-1  | 0-0  | 0-1  | 3-4  | 0-4  | 3-1  | 0-3  | –––– |

## Spareggio promozione-retrocessione
Lo spareggio si gioca tra la 9ª classificata in 1. SNL e la 2ª classificata in 2. SNL.
|       | Risultati |       | Luogo e data               |
| ----- | --------- | ----- | -------------------------- |
| Krka  | 0−2       | Koper | Novo Mesto, 30 maggio 2021 |
| Koper | 2−3       | Krka  | Capodistria, 2 giugno 2021 |
|       |           |       |                            |

## Statistiche

### Classifica marcatori
| Gol |  |  | Giocatore             | Squadra         |
| --- |  |  | --------------------- | --------------- |
| 14  |  |  | Jan Mlakar            | Maribor         |
| 14  |  |  | Nardin Mulahusejnović | Koper           |
| 12  |  |  | Dario Kolobarić       | Domžale         |
| 11  |  |  | Đorđe Ivanović        | Olimpia Lubiana |
| 11  |  |  | Luka Bobičanec        | NŠ Mura         |
| 11  |  |  | Andrés Vombergar      | Olimpia Lubiana |
| 10  |  |  | Filip Dangubić        | Celje           |
| 10  |  |  | Milan Tučić           | Bravo           |
| 9   |  |  | Christos Rovas        | Tabor Sežana    |